# Amerikansk mangrove

Amerikansk mangrove (Rhizophora mangle) är ett träd i familjen mangroveväxter som växer i tropiska estuarier och andra grunda tidvattenspräglade kustområden, från Bermuda genom Västindien och Florida norra Mexiko, söderut till Brasilien och Ecuador, Galápagosöarna nordvästra Peru. Även i Afrika från Senegal till Nigeria och Angola, södra Indien, Melanesien och Polynesien. Arten planteras ibland som erosionsskydd i kustområden.
Träd 5-25 (-30) m högt, med bågformade styltrötter 2-4,5 m höga. Barken är rödbrun. Blad motsatta, elliptiska, spetsiga, mörkt gröna, utan synliga nerver, 5–15 cm långa. Fyrtaliga blommor, 2-6 tillsammans, gräddvita foderblad och ullhåriga kronblad, 1,5-2,5 cm. Frukten är ett äggrunt bär, 3 cm långt och innehåller ett frö som gror när frukten fortfarande sitter på trädet. Först när den nya roten är 3–25 cm lång, efter 3-6 månader, släpper den unga plantan. Groddplantan kan etableras direkt i anslutning till moderträdet men de kan också flyta iväg och behålla förmåga att rota sig på ny plats efter flera månader 
Arten växer typiskt i flodmynningar där sött och salt vatten blandas och där tidvattnet skapar stora variationer i vattennivå.  

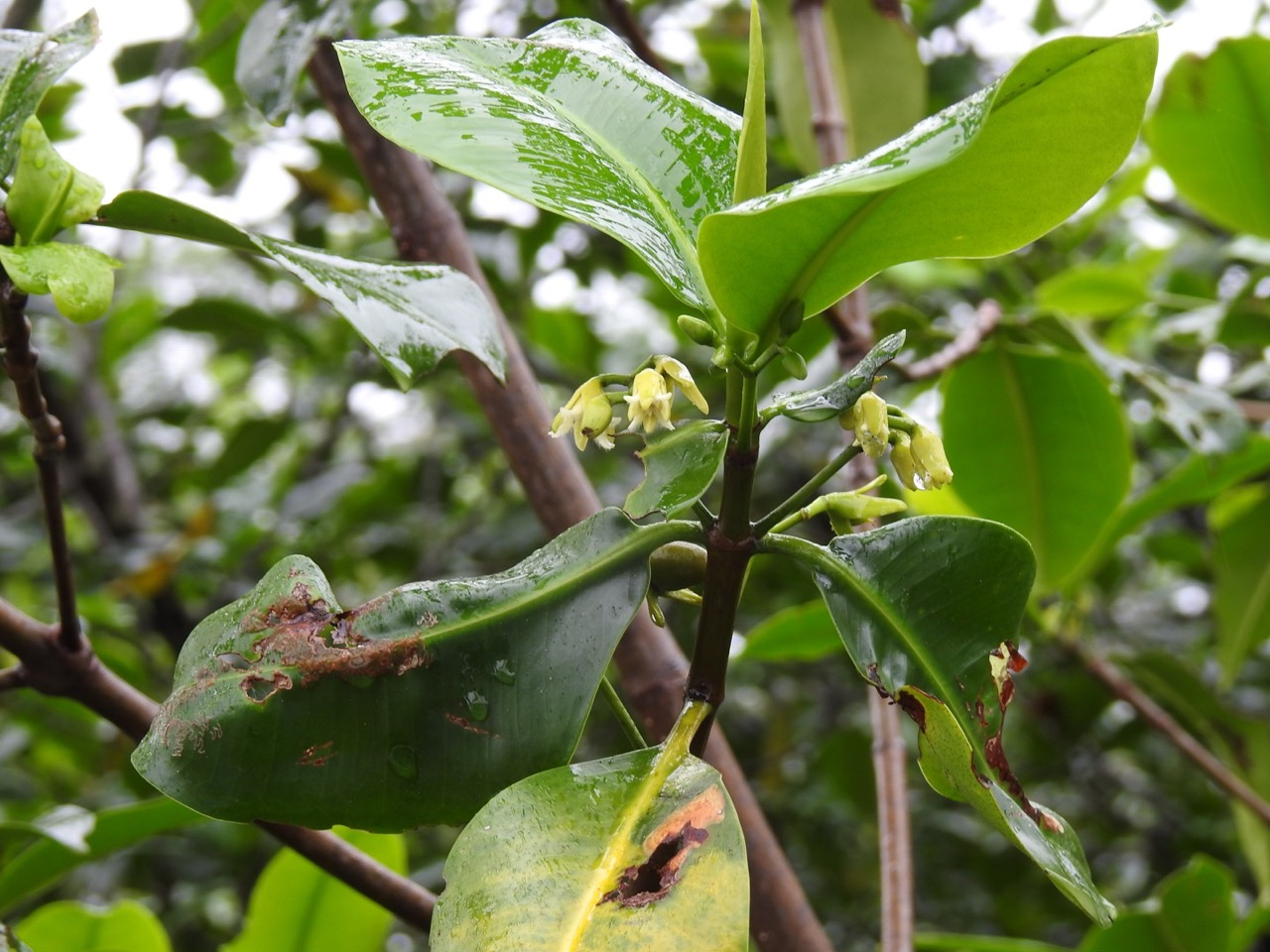
Blommande skott av amerikansk mangrove (Rhizophora mangle)

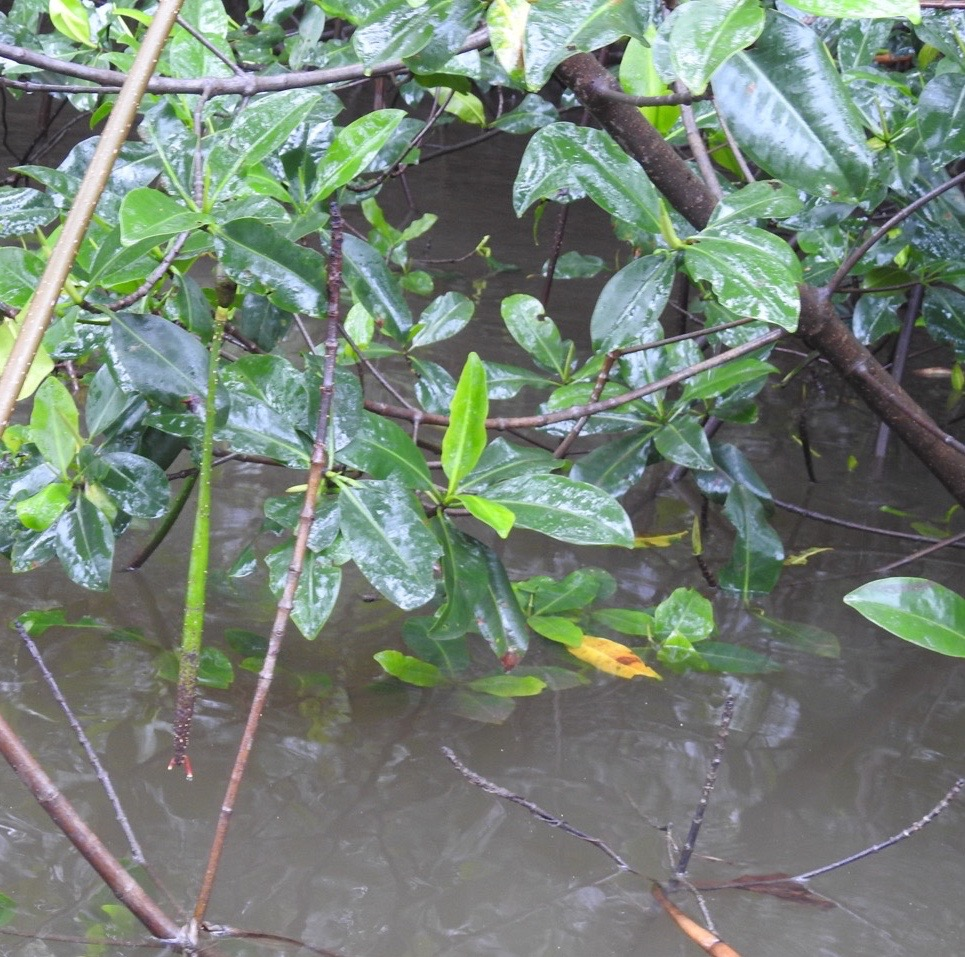
Amerikansk mangrove med en mogen groddplanta (t.v. i bilden) som är färdig att falla ned och etableras.

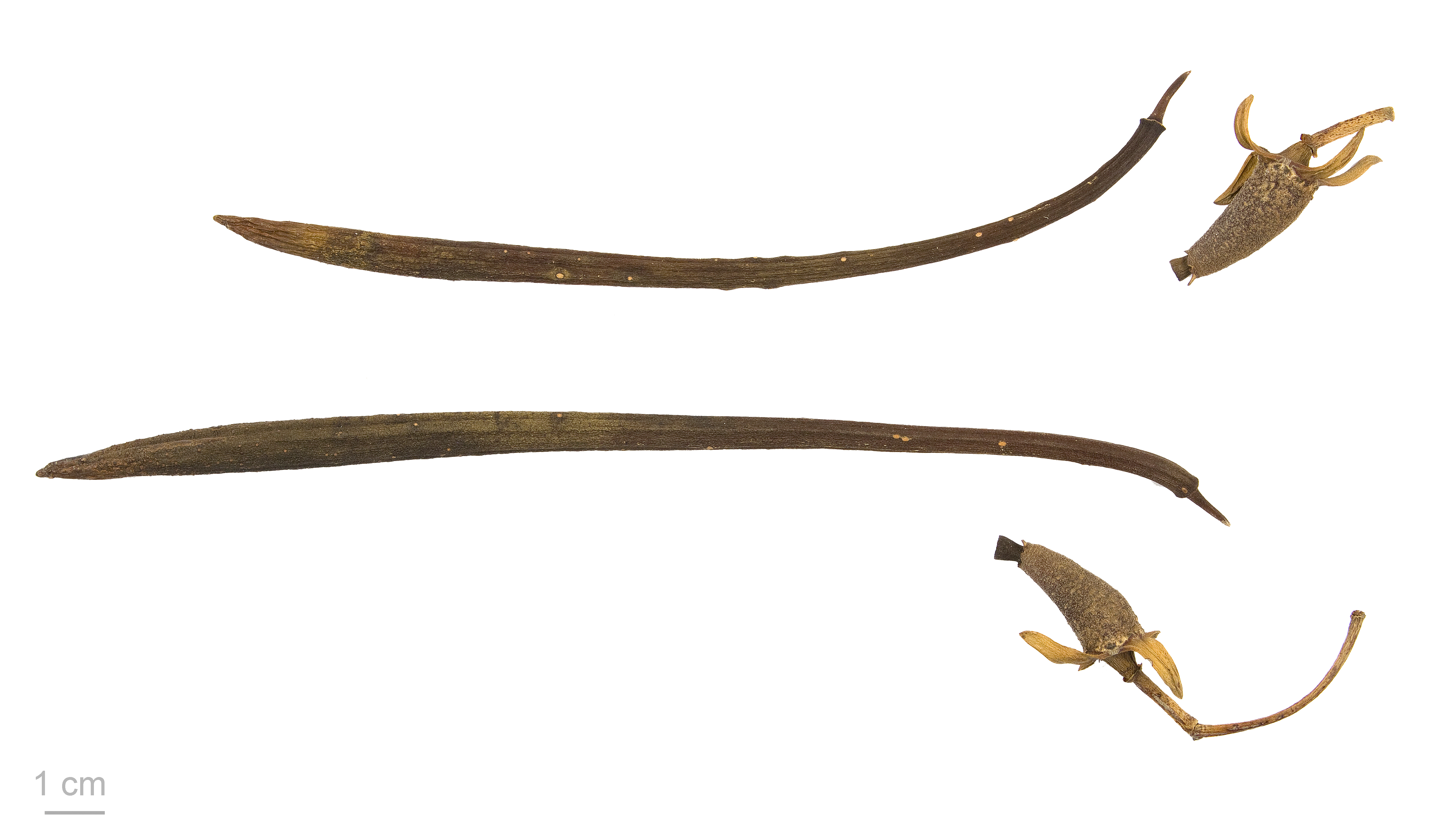
Unga och mogna groddplantor av Rhizophora mangle (torkat pressat material).